# Dingkana punctatissimus
Dingkana punctatissimus är en insektsart som beskrevs av Carl Stål. Dingkana punctatissimus ingår i släktet Dingkana och familjen hornstritar. Inga underarter finns listade i Catalogue of Life.